# Chlorek miedzi(II)
Chlorek miedzi(II), CuCl
2 – nieorganiczny związek chemiczny z grupy chlorków, sól kwasu solnego i miedzi na II stopniu utlenienia.
Dihydrat chlorku miedzi(II) ma postać szmaragdowozielonych kryształów. W tej formie występuje jako rzadki minerał eriochalcyt. Otrzymać go można poprzez roztworzenie węglanu miedzi(II) w kwasie solnym.
Bezwodny chlorek miedzi występuje w postaci brązowego ciała stałego (minerał tolbachit). Można go otrzymać, spalając miedź w nadmiarze chloru lub poprzez odwodnienie dihydratu za pomocą stężonego kwasu siarkowego.
Wodne roztwory chlorku miedzi(II) są zielone, natomiast w dużym rozcieńczeniu mają barwę niebieską.
W obecności nadmiaru jonów chlorkowych tworzy związki kompleksowe: CuCl−
3 (czerwony) i CuCl2−
4 (żółty).

## Budowa
Bezwodny CuCl
2 przyjmuje zniekształconą strukturę jodku kadmu. Atomy miedzi są środkami ośmiościanów (oktaedrów) foremnych. Większość związków miedzi(II) wykazuje zniekształcenia względem idealnej ośmiościennej geometrii na skutek efektu Jahna-Tellera. W cząsteczce CuCl
2·2H
2O, miedź także przyjmuje mocno zniekształconą geometrię oktaedryczną, gdzie centra CuII
 są otoczone przez dwa ligandy H
2O oraz cztery ligandy Cl−
.
Chlorek miedzi(II) jest paramagnetyczny. CuCl
2·2H
2O był użyty w pierwszym pomiarze elektronowego rezonansu paramagnetycznego dokonanym przez Jewgienija Zawojskiego w 1944 r.